# Molguloides immunda
Molguloides immunda is een zakpijpensoort uit de familie van de Molgulidae. De wetenschappelijke naam van de soort is voor het eerst geldig gepubliceerd in 1909 door Hartmeyer.